# Theridion usitum
Theridion usitum är en spindelart som beskrevs av Embrik Strand 1913. Theridion usitum ingår i släktet Theridion och familjen klotspindlar. Inga underarter finns listade i Catalogue of Life.